# Teoderik 3.
Teoderik III (fransk: Thierry) (død 691) var konge af Neustrien (med Burgund) ved to anledninger (673 og 675-691) og konge af Austrasien fra 679 til han døde. Dermed var han frankernes enekonge fra 679.
Han var søn af Klodvig II og Balthild og er blevet beskrevet som en marionet, en roi fainéant, af hofmester Ebroin som til og med kan have udnævnt ham uden støtte fra adelsmændene. Han efterfulgte sin broder Klotar III i Neustrien i 673, men Childerik II af Austrasien fjernede ham kort tid inden, at han døde i 675, og Teoderik tog sin trone tilbage. Da Dagobert II døde i 679, fik han Austrasien oveni og var konge over hele det frankiske rige.
Han og hofmesteren i Neustrien, Waratton, indgik fred med Pipin af Herstal, hofmester i Austrasien, i 681. Men da Waratton døde, gik den nye hofmester, Berthar, til krig mod Austrasien. Pipin udryddede den burgund-neustriske armé under Berthar og Teoderik (en neustrier) i slaget ved Tertry i 687, og lagde dermed grundlaget for austrasisk dominans af den frankiske stat.

## Familie og børn
Han giftede sig med Clotilda, muligvis datter til Ansegisel og sankt Begga af Landen, og havde følgende børn:
- Bertrada af Prüm (676-740)
- Klodvig IV, konge (691-695)
- Childebert III, konge (691-695)

Og muligvis:
- Klodvig III, konge af Austrasien (675-676)
- Klotar IV, konge af Austrasien (717-719)